# حزب الحرية المصري
حزب الحرية المصري هو حزب سياسي مصري، تأسس في عام 2011 وتم تعديل اسم الحزب في شهر مارس 2018 في المؤتمر العام للحزب ليصير «حزب الحرية المصري» بدلاً من «حزب الحرية»، وقد كان رئيسه صلاح حسب الله، عضو مجلس النواب 2015، قبل أن يعتذر عن رئاسة الحزب لانشغاله بالاستعداد لخوض الانتخابات البرلمانية المصرية 2020، ويتولى رئاسة الحزب الدكتور ممدوح محمد محمود وأمانة الحزب أحمد مهنى، المُحاسب وعضو المجلس الرئاسي للحزب.